# Plötzlich aufs Land – Eine Tierärztin im Burgund
Plötzlich aufs Land – Eine Tierärztin im Burgund (Originaltitel: Les Vétos) ist ein französisches Dramedy der Regisseurin Julie Manoukian aus dem Jahr 2020.

## Handlung
Die junge Tierärztin Alexandra „Alex“ zieht die Arbeit in einem Labor dem täglichen Kontakt mit anderen Menschen vor. Sie hat die Zusage für eine freie Stelle und will im Bereich Tiermedizin und Epidemiologie forschen. Doch nach einem Anruf ihres herzkranken Onkels Michel macht sie sich von Paris auf den Weg in ihren früheren Heimatort Mhère im Morvan. Dort angekommen findet sie ihn jedoch nicht schwer krank oder gar tot vor, sondern feiernd hinter seinem Haus. Michel will in den Ruhestand gehen und hat beschlossen, dass seine Nichte Alex seine Nachfolge in der Gemeinschaftspraxis mit Nico antreten soll. Diese ist davon jedoch gar nicht begeistert und zieht sich auf ihr altes Zimmer zurück. Am nächsten Morgen ist ihr Onkel nicht da. Bei einem Besuch in der Praxis erfährt sie von Michels Partner Nico, dass Michel bereits am Flughafen Paris-Charles-de-Gaulle ist. Von dort aus will er nach Tahiti fliegen, um dort seinen Ruhestand zu verbringen. Alex möchte daraufhin sofort zurück nach Paris, ihr altersschwacher VW Golf macht ihr jedoch einen Strich durch die Rechnung und sie bleibt nicht weit vom Dorf entfernt liegen.
Da Alex zum Warten verdammt ist, unterstützt sie widerwillig Nico bei der Arbeit in der Praxis. Die Dorfbewohner die junge Tierärztin vor allem wegen ihrer direkten und schroffen Art ab. Insbesondere Bürgermeister Phillip schätzt es nicht, dass Alex ihm Vernachlässigung und Tierquälerei vorwirft. Die Dorfbewohner starten daraufhin eine Petition, um Alex wieder loszuwerden. Nico ist davon nicht begeistert, da er keinen Nachfolger für Michel findet und er alleine die Arbeit in der Tierarztpraxis nicht bewältigen kann. Die Petition mit 14 Unterschriften nimmt Nico ebenso wenig ernst wie einen unvollständigen Gemeinderat. Als Nico übermüdet auf dem Weg zu einem Patienten einen schweren Unfall hat und im Koma liegt, übernimmt Alex die Verantwortung für die Praxis. Mit Fachkompetenz und harter Arbeit verdient sie sich langsam den Respekt der Dorfbewohner und kommt auch dem Tierarzthelfer Marco näher.
Als Nico wieder aus dem Krankenhaus entlassen wird, findet er endlich den lang ersehnten Nachfolger für Michel. Alex, die inzwischen Gefallen am Landleben und der Arbeit in der Praxis ihres Onkels gefunden hat, ist wütend und enttäuscht und fährt sofort zurück nach Paris. Dort tritt sie endlich die Stelle in einem Labor an, auf die sie so lange hingearbeitet hat. Doch die Enge und die sterile Umgebung machen Ihr zu Schaffen und sie sehnt sich nach der Natur in Mhère und den Menschen, die sie dort kennen und lieben gelernt hat. Da taucht plötzlich ihr Onkel Michel bei ihr in der WG auf. Der hat sich auf den langen Weg von Tahiti zurück nach Frankreich gemacht, um sich persönlich bei Alex zu entschuldigen und ihr zu ihrer Überraschung eine neue Petition zu überreichen. 347 Dorfbewohner haben unterschrieben, um Alex zur Rückkehr aufs Land zu bewegen. Dort wird sie von Pillippes Hund und Zelda freudig begrüßt. Nico willigt ein, die junge Tierärztin statt Walter als Partnerin in die Praxis aufzunehmen.

## Darsteller
- Noémie Schmidt: Alex
- Clovis Cornillac: Nico
- Carole Franck: Lila
- Matthieu Sampeur: Marco
- Juliane Lepoureau: Zelda
- Christian Sinniger: Morille
- Antoine Chappey: Philippe
- Michel Jonasz: Michel
- Lilou Fogli: Nath
- Victor Arveiller: Sam
- Paul Arveiller: Eliot
- Julie Schotsmans: Florence
- Stéphane Rideau: Cédric
- Sébastien Pruneta: Thierry
- Nils Othenin-Girard: Théo
- Arnaud Bronsart: Walter

## Synchronisation
Die deutsche Synchronfassung zu Plötzlich aufs Land entstand 2021 bei City of Voices in Berlin. Elke Peinecke schrieb das Dialogbuch und Alexander Mahrle führte Regie.
| Rolle    | Schauspieler       | Synchronstimme    |
| -------- | ------------------ | ----------------- |
| Alex     | Noémie Schmidt     | Stefanie Masnik   |
| Nico     | Clovis Cornillac   | Sven Briegler     |
| Lila     | Carole Franck      | Vera Bunk         |
| Marco    | Matthieu Sampeur   | Heiko Akrap       |
| Zelda    | Juliane Lepoureau  | Luise Jahn        |
| Morille  | Christian Sinniger | Manuel Vaessen    |
| Philippe | Antoine Chappey    | Patrick Giese     |
| Michel   | Michel Jonasz      | Uwe Jellinek      |
| Nath     | Lilou Fogli        | Gundi Eberhard    |
| Sam      | Victor Arveiller   | Marlon Briegler   |
| Florence | Julie Schotsmans   | Antje von der Ahe |
| Walter   | Arnaud Bronsart    | Felix Würgler     |

## Produktion

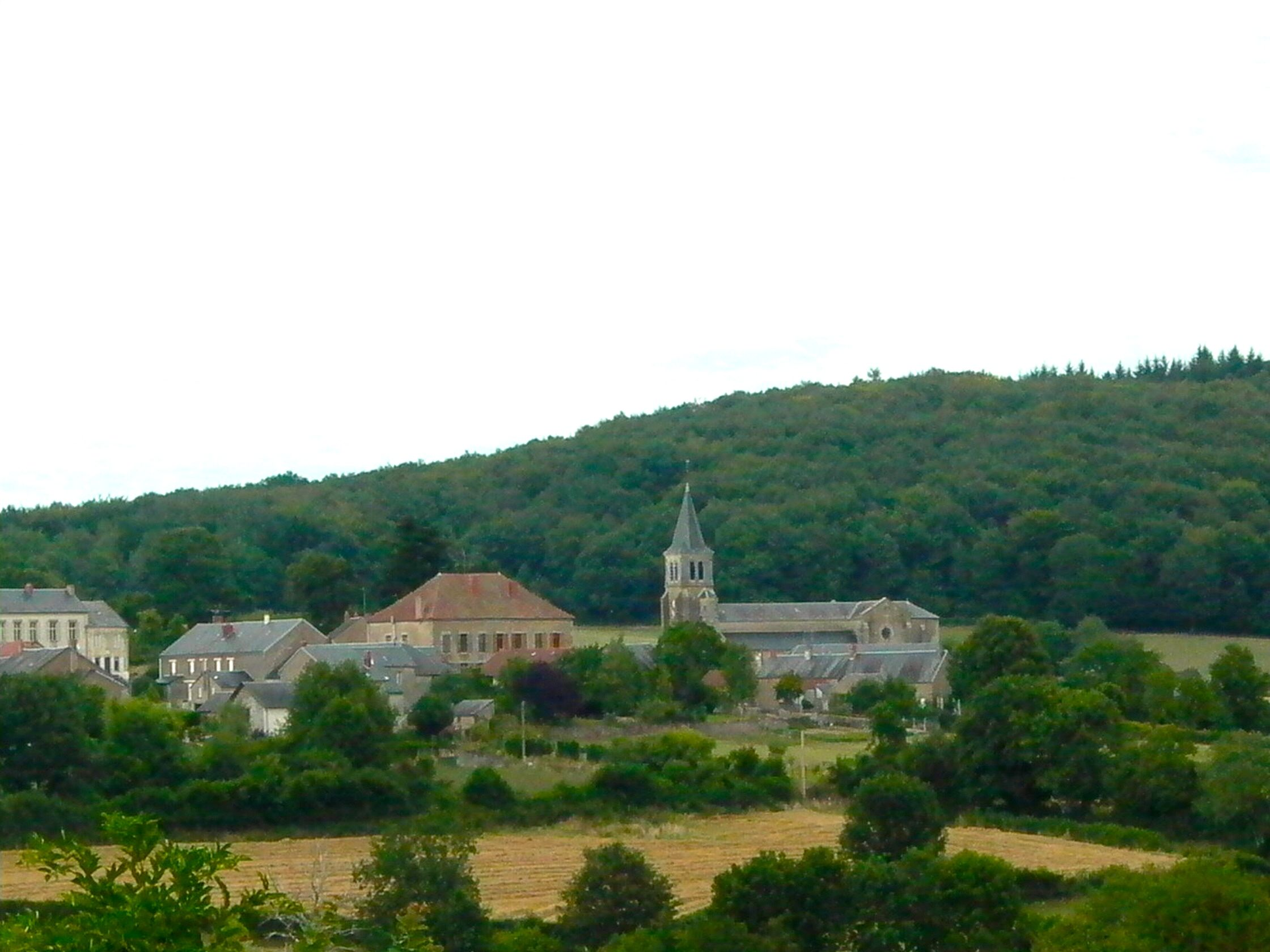
Mhère mit Kirche Saint-Germain

Die Dreharbeiten fanden im Sommer 2019 in Mhère und Umgebung, in Lormes und in Paris statt.
Der Film wurde auf einer Vorpremiere am 4. November 2019 in Lyon gezeigt, offizieller Kinostart war der 1. Januar 2020.

## Trivia
In ihrer Abschlussarbeit hat sich Alex mit der Spanischen Grippe beschäftigt. Sie erläutert, dass auch 100 Jahre später eine ähnlich verheerende Pandemie auf die Menschheit zukommen könne. Kurz nach Abschluss der Dreharbeiten brach die COVID-19-Pandemie aus.
Die Geburtsszenen wurden in einem Stall im Weiler Liez, südlich von Mhère gedreht. Unter Aufsicht eines Tierarztes brachte die Hauptdarstellerin Noémie Schmidt das Charolais-Kalb „Désiré“ zur Welt.